# Боровская волость (Старобельский уезд)
Боровска́я во́лость — историческая административно-территориальная единица Старобельского уезда Харьковской губернии с центром в слободе (ныне посёлке городского типа) Боровское.
По состоянию на 1885 год состояла из 4 поселений, 1 сельской общины. Население — 3 972 человек (2 018 мужского пола и 1 954 — женского), 521 дворовое хозяйство.
|                       | Площадь, десятин | В том числе пахотной, дес. |
| --------------------- | ---------------- | -------------------------- |
| Сельских общин        | 4677             | 3536                       |
| Частной собственности | 965              | -                          |
| Другой собственности  | 34               | 13                         |
| В целом               | 5676             | 3549                       |

Поселение волости по состоянию на 1885 год:
- Боровское — бывшая государственная слобода при озёрах Песчаное и Зимнее в 62 верстах от уездного города, 2 735 человек, 438 дворовых хозяйств, православная церковь, 4 лавки.

Крупнейшие поселения волости по состоянию на 1914 год:
- село Боровское — 5 732 жителя.

Старшиной волости был Василий Антипович Хахлам, волостным писарем — Алексей Васильевич Фоменко, председателем волостного суда — Антон Макарович Воронов.